# Новий Ставок
Но́вий Ставо́к — село в Україні, в Арбузинській селищній громаді Первомайського району Миколаївської області. Населення становить 220 осіб.

## Географія
Селом тече Балка Солона.

## Відомі люди
У селі народилися:
- Волков Олексій Віталійович (1994—2014) — солдат Збройних сил України, учасник російсько-української війни.
- Каздоба Кузьма (1907—1984) — український письменник-мемуарист, громадський діяч.